# Can Rosselló (Mataró)
Can Rosselló és una obra de Mataró (Maresme) protegida com a bé cultural d'interès local.

## Descripció
Xalet de planta baixa i pis amb jardí. Aprofita el desnivell del terreny la qual cosa provoca l'aparició d'un porxo a la planta baixa. La utilització de l'estructura metàl·lica permet una major llibertat en la distribució de la planta.
Destaca l'horitzontalitat de la composició en façana, el maclatge de diferents plans i la simplicitat en l'ús dels materials de pedra viva, arrebossat pintat blanc i fusteria envernissada.